# 双电层

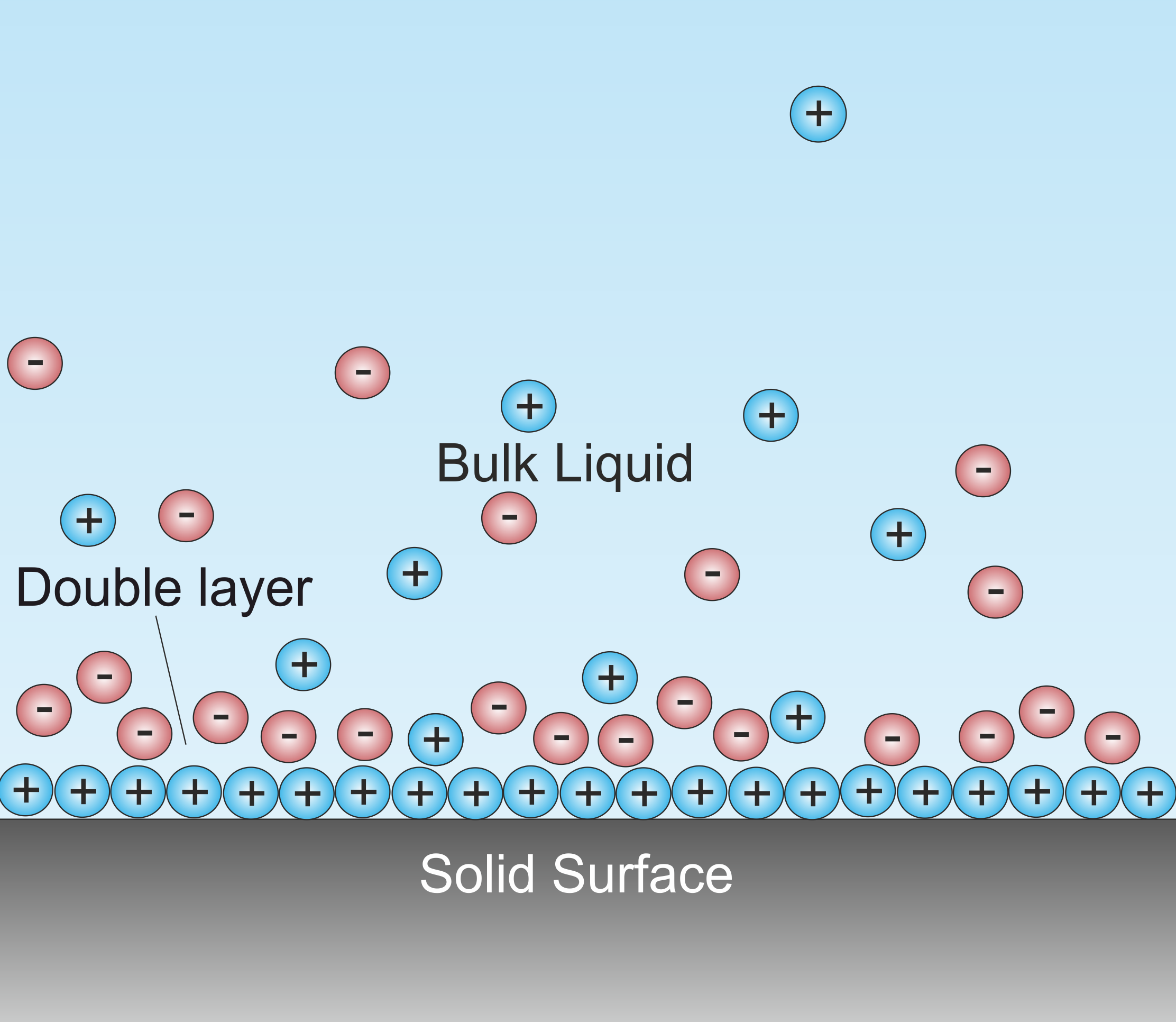
双电层中液体与带负电荷的固体接触的示意图。根据固体的性质，在固体内可能有另一个双电荷层（未标记在图上）。

双电层（double layer，缩写DL）模型是胶体化学中有关胶体结构的一个模型，是一种在物体暴露于流体时出现在物体表面的结构。物体可能是固体颗粒，气泡，液滴或多孔介质。双电层是指围绕物体的两个平行电荷层。第一层表面电荷由因化学相互作用而吸附到物体上的离子组成。第二层由受到表面电荷的库仑力吸引的离子组成，第二层对第一层有电场屏蔽作用。第二层由自由离子组成，与物体本身的联系很松散，这些自由离子在电吸引和热运动的影响下在流体中移动，而不是被牢固地锚定。因此，第二层被称为“扩散层”。
界面双电层在表面积与体积之比较大的系统中最为明显，例如微米尺度上的胶体或带有纳米尺度的微粒或孔的多孔体。但是，双电层对其他现象（例如电极的电化学行为）同样起重要的影响。
双电层在许多日常物质中起着基本作用。例如，存在均质的牛奶仅是因为脂肪滴被双电层覆盖，阻止了其凝结成奶油。双电层实际上存在于所有基于异质流体的系统中，例如血液，油漆，油墨，陶瓷和水泥浆。
双电层与动电现象和电声现象密切相关。

## 历史
一般认为亥姆霍兹（1879）是最早提出双电层结构模型的。他用简单的平行板电容器来模拟胶粒的外层结构，电容的两板平行且电性相反，一板位于质点表面上，另一板则在液体中。该模型过于简单，无法对电动现象做出解释。
Gouy 和 Chapman 於1910-1913年间对亥姆霍兹模型进行修正，他们认为溶液中的反离子并非平行地被束缚在与质点表面相邻的液相中，而是扩散分布在质点周围的空间内，其浓度随与质点的距离增大而减小。电泳时发生固-液滑动处的电位与溶液内部的电位之差称 Zeta 电位，它是表面电位的一部分。Gouy-Chapman 模型可以解释电动现象与电解质对 Zeta 电位的影响，但无法解释 Zeta 电位的变号。
Stern (1924) 进一步对 Gouy-Chapman 模型进行修正，他将上述模型中的扩散双电层分为两层，一层是紧靠质点表面的紧密层（Stern层），该层中电势变化情况与 亥姆霍兹 模型中类似；另一层则类似 Gouy-Chapman 模型中的扩散层(diffuse layer)，该层包含了电泳时固-液相的滑动面。1947年 Grahame 对 Stern 模型再作修正，将 Stern 模型中的紧密层与扩散层中滑动面以内的部分结合为内层，将滑动面以外视为扩散层，强调质点表面电荷分布的不均匀性。

## 计算
基于双电层模型的计算主要在于对扩散双电层厚度、电位-距离关系及表面电荷密度-表面电位关系的研究，一般是以 Gouy-Chapman 模型作为基础。有关电位的最基本方程是Poisson-Boltzmann 方程。电位不高时可对Poisson-Boltzmann 方程中的指数项作近似，得到 Debye-Hückel 方程，并引出 Debye-Huckel 参数 κ 的概念。1/κ，被称作德拜长度(Debye Length)，具有长度的量纲，被视为扩散双电层的厚度。